# Cratère de Siljan
Le cratère de Siljan (en suédois Siljansringen : « anneau du Siljan ») est un cratère d'impact météoritique, d'un diamètre de 52 km situé en Dalécarlie en Suède.
C'est un des 15 plus grands cratères connus au monde, et le plus grand en Europe (hors Russie). Il est le résultat de la collision d'une météorite avec la surface de la Terre il y a 376,8 ± 1,7 millions d'années.

## Géomorphologie
Siljan est un cratère complexe. La dépression annulaire autour du soulèvement central est bien visible sur les photographies aériennes car abritant plusieurs lacs. Au sud se trouve le lac Siljan, le plus grand. A l'ouest se trouve le lac Orsa, et au nord-est les lacs Skattungen et Ore.

## Géologie
Les couches sédimentaires du Cambrien, de l’Ordovicien et du Silurien de cette zone contiennent une riche quantité de fossiles. Certains supposent qu’il doit y avoir des réserves de pétrole mais aucune prospection n’a été fructueuse jusqu’à présent. 
D’importants dépôts de plomb et de zinc se trouvent dans la zone de Boda, sur la bordure orientale du cratère.

Image en fausses couleurs mettant en évidence le cratère.